# Operazione Cartagine
L'Operazione Cartagine fu un raid aereo eseguito il 21 marzo 1945 da parte del Commonwealth britannico su Copenaghen, nella Danimarca occupata durante la seconda guerra mondiale che causò notevoli danni collaterali. L'obiettivo del raid era lo Shellhus, utilizzato come quartier generale della Gestapo nel centro della città. L'edificio venne utilizzato per l'archiviazione di dossier e per la tortura di partigiani danesi durante gli interrogatori. La resistenza danese aveva chiesto da tempo agli inglesi di condurre un raid contro il sito. L'edificio fu distrutto, 18 prigionieri furono liberati e le attività anti-resistenza naziste furono interrotte. Una parte del raid è stata erroneamente diretta contro una scuola vicina; il raid ha causato 123 morti tra i civili (tra cui 87 scolari e 18 adulti della scuola). Il 31 ottobre 1944, un raid simile contro la sede della Gestapo ad Aarhus ebbe esito positivo.

## Antefatti

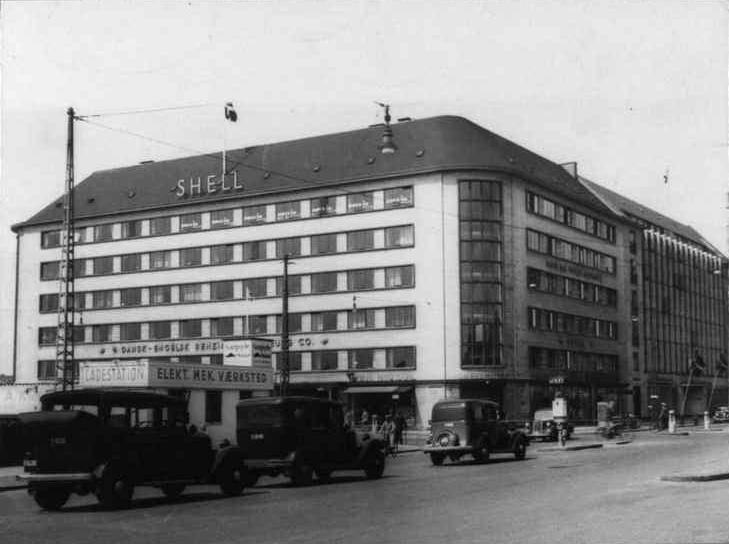
Shellhus prima del bombardamento. Al momento del bombardamento era verniciato con colori mimetici.

L'incursione aerea fu richiesta dai partigiani della resistenza danese per liberare i membri imprigionati e distruggere i documenti della Gestapo, per interromperne le operazioni anti-resistenza. La RAF inizialmente rifiutò la richiesta ritenendola troppo rischiosa, a causa della posizione in un centro città affollato e della necessità di bombardare a bassa quota, ma approvò il raid all'inizio del 1945 dopo ripetute richieste. Una volta ottenuta l'approvazione, la pianificazione dell'incursione richiese diverse settimane; vennero costruiti modelli in scala dell'edificio bersaglio e della città circostante per essere utilizzati da piloti e navigatori in preparazione di un attacco a bassa quota.

## Attacco aereo

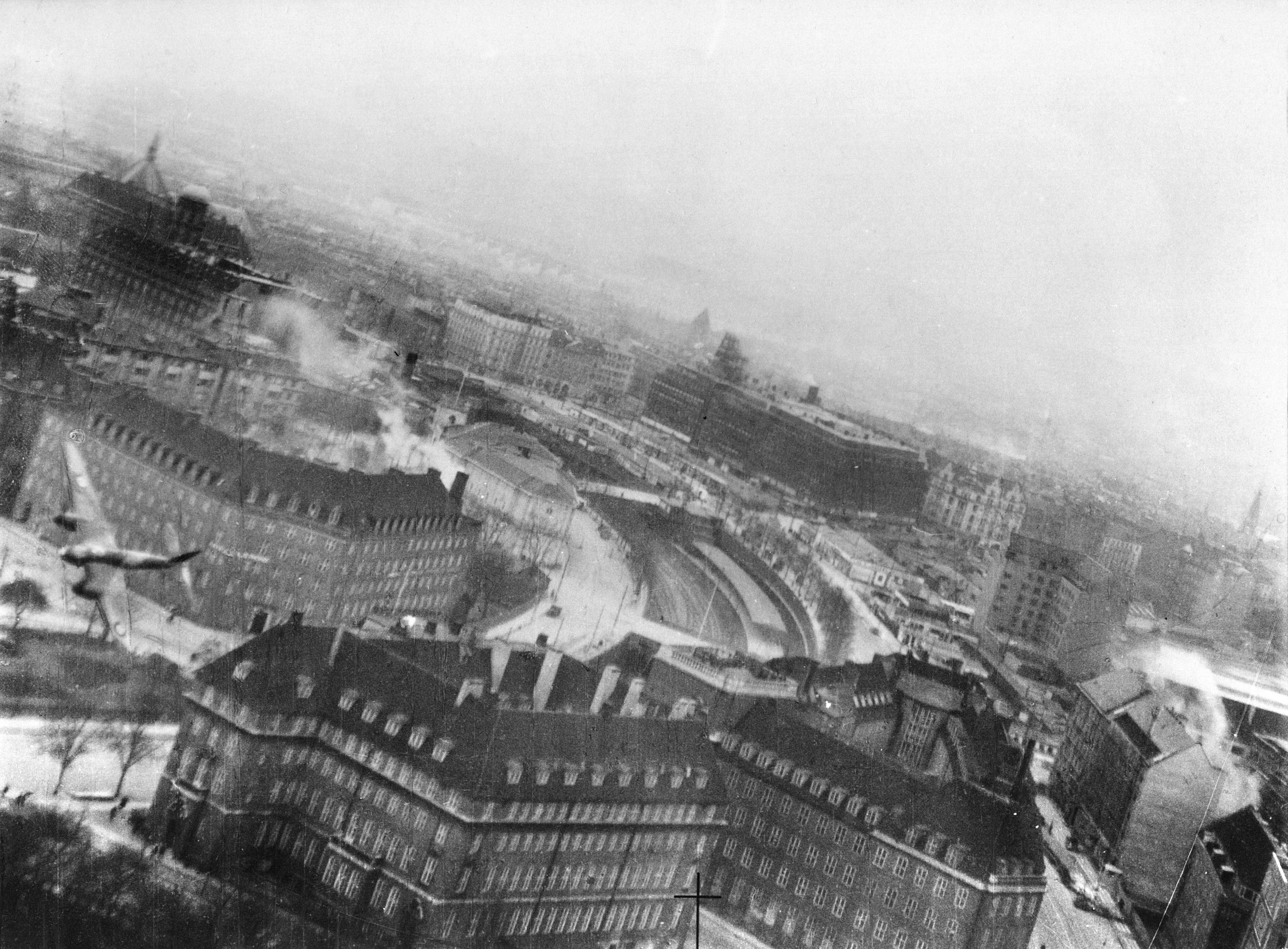
Il quartier generale della Gestapo lo Shellhus, a Copenaghen, nel marzo 1945 durante l'operazione Cartagine. All'estrema sinistra, al centro, è visibile un Mosquito che si allontana dalla sua corsa di bombardamento.

La forza d'attacco della Royal Air Force era costituita da cacciabombardieri de Havilland Mosquito F.B.VI suddivisi in 21 squadroni della RAF, 464 RAAF e 487 RNZAF. Gli aerei volarono in tre ondate di sei velivoli, con due Mosquito B.IV di ricognizione della Royal Air Force Film Production Unit per registrare i risultati dell'attacco. Esiste un breve filmato girato dalla RAF, utilizzato in altri documentari online, e la versione citata è quella di un giornale danese di oggi. Trenta caccia Mustang Mk. III della RAF hanno fornito copertura aerea contro gli aerei tedeschi e questi hanno anche attaccato i cannoni antiaerei durante il raid.

La formazione è partita dalla RAF Fersfield al mattino e ha raggiunto Copenaghen dopo le 11.00. Il raid fu effettuato a livello dei tetti e durante il primo attacco un Mosquito colpì un palo della luce, danneggiando l'ala; l'aereo si schiantò contro la scuola Jeanne d'Arc, a circa 1,5 km dall'obiettivo, incendiandola. Diversi bombardieri della seconda e terza ondata hanno attaccato la scuola, scambiandola per il loro obiettivo.

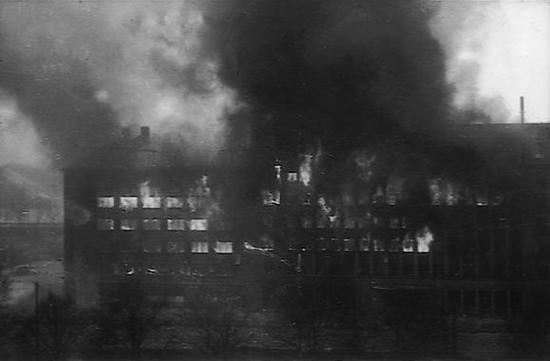
Shellhus in fiamme dopo essere stato bombardato

## Conseguenze

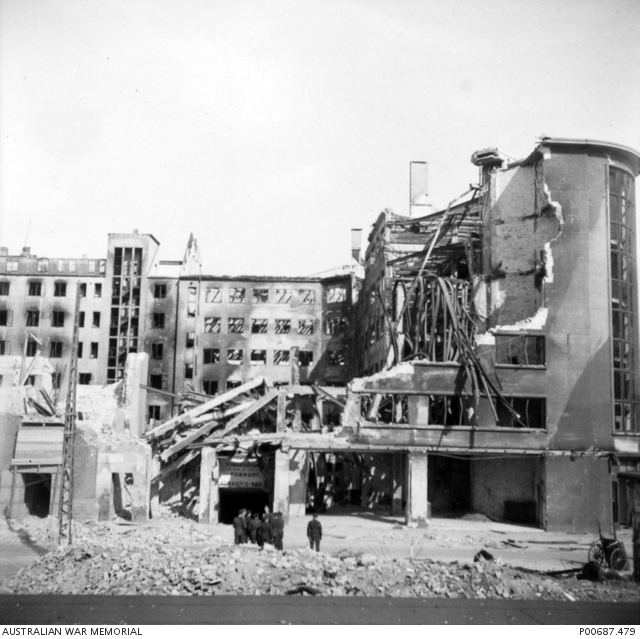
Le rovine dello Shellhaus, dopo il bombardamento.

Il giorno successivo, un aereo da ricognizione ha ispezionato l'obiettivo per valutare i risultati. I danni sono stati gravi, con l'ala ovest dell'edificio di sei piani ridotta quasi al livello del suolo. La metropolitana danese ha fornito una fotografia che mostra l'edificio in fiamme da un capo all'altro.
L'incursione aveva distrutto il quartier generale e i registri della Gestapo, interrompendo gravemente le operazioni della Gestapo in Danimarca e permettendo la fuga di 18 prigionieri. Cinquantacinque soldati tedeschi, 47 dipendenti danesi della Gestapo e otto prigionieri morirono nell'edificio. Quattro bombardieri Mosquito e due caccia Mustang andarono persi e nove aviatori morirono da parte degli Alleati.
Il 14 luglio 1945, i resti di una vittima maschile non identificata furono recuperati dalle rovine dello Shellhus e trasferiti al Dipartimento di Medicina Legale dell'Università di Copenhagen. Questo accadde di nuovo quattro giorni dopo e le due vittime furono sepolte nel cimitero di Bispebjerg rispettivamente il 4 e il 21 settembre.

## Vittime della Scuola Jeanne d'Arc

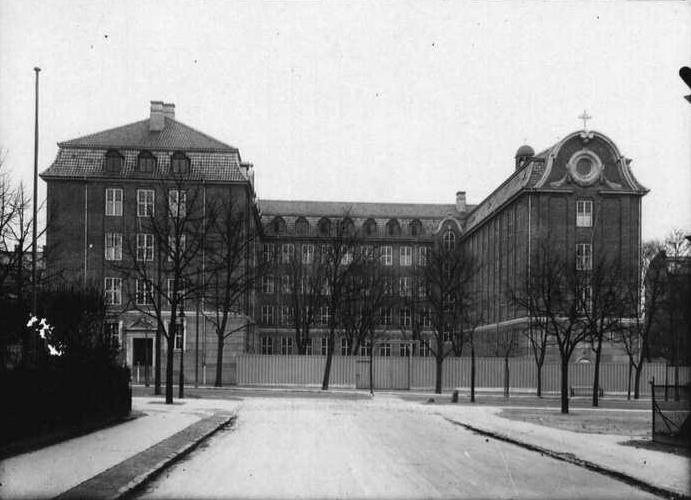
Istituto Jeanne d'Arc, una scuola femminile cattolica a Frederiksberg, Copenaghen. Fu fondata nel 1924 e bombardata per errore dalla RAF il 21 marzo 1945, in seguito fu demolita.

L'operazione ebbe tuttavia conseguenze tragiche. Uno dei Mosquito della prima delle tre ondate colpì un traliccio elettrico, facendolo così schiantare contro un garage vicino alla scuola, a circa 1,6 km a sud-ovest dello Shellhuset. Due dei Mosquito della seconda ondata scambiarono la struttura in fiamme come se fosse stata bombardata con successo dalla prima ondata e sganciarono le loro bombe sulla scuola Jeanne d'Arc uccidendo 87 bambini e 18 adulti (10 suore, 2 pompieri, 4 insegnanti e 2 padri che cercavano di salvare i loro figli), rimasero inoltre feriti 67 bambini e 35 adulti.
Dopo l'incidente, la scuola non ha mai riaperto. La maggior parte dei bambini sopravvissuti furono trasferiti in un'altra scuola, all'Istituto Sankt Joseph. Il 23 marzo 1953 fu inaugurato un monumento al posto della scuola per ricordare i bambini e i civili adulti morti in quel giorno.
I piloti coinvolti nell'operazione furono informati solo dopo la vittoria in Europa delle vere conseguenze del raid.

## Nella cultura di massa
- Il film Un'ombra negli occhi, uscito nel 2021, racconta le storie di quei bambini.